# Batia
Batia (en grec antic Βάτεια), d'acord amb la mitologia grega, va ser filla de Teucre, cabdill dels teucris.
Hereva del seu pare, es va casar amb Dàrdan, l'heroi fill de Zeus i Electra a qui el seu pare va acollir. Junts van fundar la població de Dardània, de la qual van ser reis.
Batia va donar-li diversos fills a Dàrdan:
- Ilos, l'hereu. Va morir sent un infant. La seva tomba és mencionada a la Ilíada d'Homer, on es diu que es trobava al bell mig de la regió de la Troade.
- Erictoni, successor del seu pare com a Rei de Dardània.
- Zacint, colonitzador de l'illa homònima.
- Idea, esposa de Fineu, rei de Tràcia.[1]